# SMS Hannover
Az SMS Hannover a Kaiserliche Marine második Deutschland-osztályhoz tartozó pre-dreadnought mintájú csatahajója (sorhajója) volt. Az őt követő három egységgel együtt kissé különböztek a meghajtásuk és a páncélvastagságuk tekintetében az osztály névadó egységétől. A Hannover gerincét 1904 novemberében fektették le és 1907-ben – már pár hónappal a csupa nagy ágyúkkal felszerelt Dreadnought szolgálatba állítása után – adták át a haditengerészetnek. Ennél fogva már elavultnak számított elkészülte előtt is. A brit Dreadnought jóval erősebb fő tüzérsége és nagyobb sebessége miatt egy pre-dreadnoughtnak nem volt ajánlott harcba szállnia vele. A hajót a Poroszországhoz tartozó Hannover tartomány után nevezték el.
A Hannover és a testvérhajói aktív szolgálatot teljesítettek a flottában. Az első világháborúig minden hadgyakorlaton részt vettek, annak kitörésekor pedig azonnal őrjáratozásra küldték őket az Elba torkolatához, míg a flotta többi részét mozgósították. A Hannover részt vett a skagerraki csatába torkolló hadműveletben. A csata során a II. csatahajórajhoz (Geschwader II) tartozó IV. divízió zászlóshajója volt. Skagerraknál (ahol egyik testvérhajója, a Pommern egy torpedótalálat következtében megsemmisült) után az osztály egységeit kivonták a Nyílt-tengeri Flotta (Hochseeflotte) állományából és őrhajókként szolgáltak tovább. 1917-ben rövid ideig célhajónak használták mielőtt visszatért őrszolgálatra a Balti-tengerre. 1918-ban röviddel a háború után kivonták a szolgálatból.
A háború utáni német haditengerészet, a Reichsmarine ismét aktiválta a hajót az 1921-1931 közötti tíz évre. Az 1931-es szolgálatból való kivonást követően tervezték rádió-távirányítású célhajó való átalakítását légitámadások gyakorlásához, de erre nem került sor. 1944 és 1946 között Bremerhavenben lebontották. Harangját a Bundeswehr drezdai múzeumában őrzik.

## Tervezés

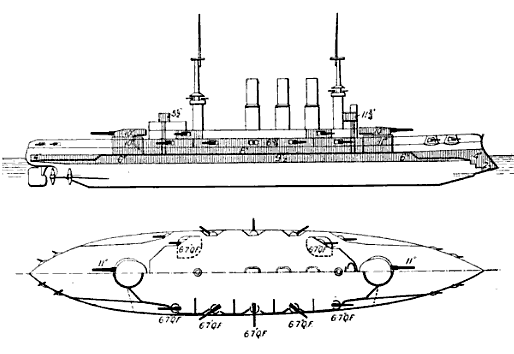
a Deutschland-osztályú hajók metszeti rajza

A második flottatörvény 1900-ban való elfogadásával Alfred von Tirpitz altengernagy biztosította az anyagi keretet húsz csatahajó megépítésére a következő tizenhét év során. Az első csoport ebből a Braunschweig-osztály öt egysége volt, melyek építéséhez a század elején láttak hozzá és röviddel ezután hozzáláttak a következő osztály megtervezésének, mely a Deutschland-osztály lett. Ezen osztály egységei nagyban hasonlítottak a Braunschweig-osztályéihoz, azokénál jelentősen erősebb páncélzatot kapva. A másodlagos tüzérség lövegtornyait is elhagyták és visszatértek helyettük a hagyományos kazamatákhoz a súlycsökkentés érdekében. A tíz 305 mm-es ágyúval felfegyverzett Dreadnoughtot 1906 decemberében adták át és ennek a hajónak a koncepciója a németek összes kapitális hajóját elavulttá tette, így a Hannovert is.
A hajó hosszúsága 127,6 m, szélessége 22,2 m, merülése 8,21 m volt, vízkiszorítása 14.218 tonnát tett ki teljes terhelés mellett. Személyzetéhez 35 tiszt és 708 sorállományú tengerész tartozott. Háromszoros expanziójú gőzgépekkel hajtották meg, melyek összteljesítményét 17.254 lóerőben (13.068 kW) állapították meg és ezzel 18 csomós (33 km/h) végsebességet értek el. A gőzt 12 Schulz-Thornycroft kazán állította elő. Az üzemanyagául szolgáló szénből 1540 tonnát tudott magával vinni. 10 csomós cirkálósebesség mellett 8370 km-t tudott megtenni.
Fő fegyverzetét két lövegtoronyban elhelyezett négy 28 cm-es, 40-es kaliberhosszúságú (L/40) löveg adta. Másodlagos tüzérsége 14 darab kazamatákban elhelyezett 17 cm-es (L/40) gyorstüzelő ágyúból állt, ezen kívül rendelkezett még 20 darab forgótalpakon elhelyezett 8,8 cm-es (L/45) ágyúval illetve hat darab vízvonal alatti 45 cm-es torpedóvető csővel (1-1 a hajóorrban és a hajófarban, 2-2 a két oldalon). A páncélzata a Krupp által gyártott cementált acélból készült. A páncélöv 240 mm vastag volt a középső részen, ahol a lőszerraktárakat és a géptermeket védte. Fő páncélfedélzete 40 mm, a fő lövegtornyai maximálisan 280 mm vastag páncéllemezekből álltak.

## Szolgálata

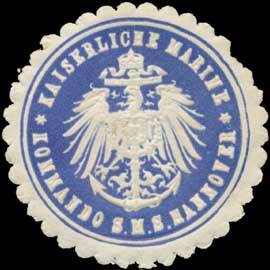
a Hannover parancsnoki pecsétje

A Hannover gerincét 1904. november 7-én fektették le a wilhelmshaveni Kaiserliche Werftnél, 1905. május 29-én bocsátották vízre és 1907. október 1-én adták át a haditengerészetnek a próbajáratok elvégzésére, melyeket a novemberi Skagerraknál tett hadgyakorlatokban való részvétel idejére megszakítottak. A hadgyakorlatok után folytatott próbajáratok 1908. február 13-án fejeződtek be és ez után a Hannover a II. csatahajórajhoz került, ahol testvérhajói, a Deutschland és a Pommern teljesítettek szolgálatot. 1908 májusában és júniusában a Hannover az Északi-tengeren, majd a következő hónaptól augusztusig az Atlanti-óceánon vett részt hadgyakorlatokon. Utóbbi során július 23. és augusztus 1. között az Azori-szigeteken lévő Ponta Delgadában horgonyzott le. Az éves őszi hadgyakorlatok szeptemberben kezdődtek és melyek befejeztével az I. csatahajórajhoz helyezték át, ahol két évig a raj zászlóshajójaként szolgált. Novemberben a Balti-tengeren vett részt raj- és flottaszintű gyakorlatokon.
A hadgyakorlatok ugyanilyen mintát követve folytatódtak a következő öt évben, közte egy 1909. július 7. és augusztus 1. között az Atlanti-óceánon végrehajtott gyakorlatozással. 1910 februárjában az I. csatahajóraj önállóan gyakorlatozott a Balti-tengeren. A rajt Kielből Wilhelmshavenbe helyezték át április 1-én, röviddel ezután részt vettek a flottaszintű hadgyakorlatokon, majd ezt követően a Norvégiába tett úton és az őszi hadgyakorlatokon. 1911. október 3-án a Hannovert visszahelyezték a II. csatahajórajhoz. A második marokkói válság idején a flotta nyári cirkálóútját Norvégia helyett a Balti-tengerre tette. 1914. július 14-én a Hochseeflotte kihajózott szokásos norvégiai útjára, de a fenyegető európai háború miatt időtartamát rövidebbre fogták és a Hannover a rajával már két héttel később ismét Wilhelmshavenben volt.

## Első világháború
Az első világháború kitörését követően a Hannover azonnal hadra fogható volt és az altenbruchi révnél teljesített őrszolgálatot az Elba torkolatánál, míg a flotta többi részét mozgósították. Október végén Kielbe küldték rajának egységeit, hogy a víz alatti védelmi rendszerüket hatékonyabbá tegyék. Az 1914. december 15-16-ai scarborough-i rajtaütés alkalmával a Dogger-padig hajózott ki a flotta zömével a támadást végrehajtó csatacirkálók távoli biztosítására. Eközben a 12 modern és 8 régi csatahajóból álló flotta nem egészen 20 km-re került egy 6 csatahajóból álló brit kötelékhez. Habár csak a kísérő rombolók csaptak össze több alkalommal a nagy ködben, Friedrich von Ingenohl tengernagy úgy ítélte meg, hogy a teljes brit Nagy Flottával (a Grand Fleettel) áll szemben, ezért a császár előzetes utasításainak megfelelően visszaindult Németországba.
A Hannover a doggerbanki csata idején (1915. január 24.) kihajózott a csatacirkálók megsegítésére, de hamar visszarendelték. Április 17-18-án a Swarte-padnál biztosította a II. felderítőcsoport (Aufklärungsgruppe II) aknarakó műveleteit, április 21-22-én a Dogger-padhoz tett újabb előretörés következett. Május 16-án Kielbe hajózott, hogy az egyik ágyúját kicseréljék, majd június 28-án ismét visszatért ide, hogy a kazánjait átalakíthassák oly módon, hogy a szénhez olajt is adagolhassanak a teljesítmény fokozásához. Az átalakításokkal július 12-re végeztek. Szeptember 11-12-én a II. felderítőcsoport ismét aknatelepítést végzett a Swarte-padnál a Hannover és a II. csatahajóraj biztosítása mellett, amit október 23-24-én a flotta újabb előretörése követett. Az 1916. március 5-7-ei előretörés alkalmával egysége a Német-öbölben maradt felkészülten arra, hogy szükség esetén a kihajózzon a főerők támogatására. Az április 24-25-ei Yarmouth és Lowestoft elleni rajtaütés alkalmával már ismét a flottával tartottak. A hadművelet során a Seydlitz csatacirkálót megrongálta egy brit akna, ami miatt vissza kellett fordulnia. A látási viszonyok rosszak voltak és ezért a hadműveletet lefújták még mielőtt a britek válaszlépéseket tehettek volna.

## Skagerraki csata
Reinhard Scheer tengernagy, a német flottaparancsnok azonnal újabb előretörés tervezéséhez fogott, de a Seydlitz sérülései május végéig késleltették annak végrehajtását. A Hannover a május 31-én kihajózó flotta Franz Mauve ellentengernagy II. csatahajórajának IV. divíziójában hajózott, mely egység a német csatavonal végét alkotta. A brit felderítő erők visszavonulása során Scheer maximális sebességgel üldöztette az 5. csatahajórajt (5th Battle Squadron). A lassabb Hannover és testvérhajói a gyors dreadnoughtokkal nem tudták tartani a tempót és hamar lemaradtak. A csata ezen szakaszában Scheer a Hannovert a csatavonal végére rendelte, így azt mindkét végén egy-egy zászlóshajó zárta. 19:30 körül a helyszínre érkeztek a Grand Fleet zöme, így a britek jelentős számbeli fölénybe kerültek. A németeket nagyban akadályozták a lassú Deutschland-osztály egységei, mivel ha Scheer egyből a honi kikötők felé vette volna az irányt, akkor e lassabb hajóit feláldozta volna.
A tengernagy a szorult helyzetben a jól begyakorolt 180 fokos forduló (az ún. Gefechtskehrtwendung) végrehajtását rendelte el. A lemaradt II. csatahajóraj egységei nem tudtak beilleszkedni az új irányba haladó csatavonalba, ezért annak az ellenségtől távolabbi oldalán helyezkedtek el. Mauve a hajóit a sor végén, a III. csatahajóraj mögött tervezte ismét elhelyezni, de erről lemondott mikor kiderült, hogy ezzel zavarná Franz Hipper tengernagy csatacirkálóinak manővereit. Emiatt hajóit igyekezett a sor élére állítani.
Miután Scheer egy újabb harcfordulóval nekiirányította flottáját a brit csatavonalnak, de még erősebb tűzbe került mint korábban és ezért ismét kivitelezni kényszerült a 180 fokos fordulót. Attól tartva, hogy Jellicoe tengernagy üldözőbe veszi és a németek számára kedvezőtlen látási körülmények között vívandó csatában súlyos veszteségeket szenvedhet, Hipper csatacirkálóit utasította az ellenség lekötésére. Az akció után elszakadni kívánó csatacirkálók megsegítésére a Hannover és a többi „ötperces hajó” a két ellenséges csatacirkáló-kötelék közé manőverezett. A rossz látási körülményeknek köszönhetően csak rövid tűzharcot vívtak az ellenséggel. A Hannover ennek során nyolc lövést adott le a 28 cm-es ágyúival. A Hannoverre a Princess Royal több sortüzet is leadott, míg a füst azt el nem takarta. Közvetlen találatot nem kapott, de a brit csatacirkáló egyik 343 mm-es gránátjának repeszei eltalálták. Mauve kerülni akarván a további összecsapást a jóval erősebb csatacirkálókkal 8 pontos (180 fokos) jobb oldali fordulót rendelt el.[28]
Május 31-ének éjjelén a flotta felkészült az éjszakai összecsapásra. A Deutschland, a Pommern és a Hannover a König és a III. csatahajóraj többi egysége mögé került a német formáció végén. A Hannoverhez csatlakozott még a Hessen, a Schlesien és a Schleswig-Holstein. A Hessen a Hannover és a Pommern közé sorolt be, míg a másik két egység a sor végére került. Röviddel éjjel 01:00 után a német csatavonal élén haladó dreadnoughtok észlelték a hozzájuk tévedésből közelítő Black Prince páncélos cirkálót és koncentrált tüzükkel gyorsan elpusztították azt. A Nassaunak ki kellett válnia a sorból hogy kikerülhesse a süllyedő brit hajót és egy óra múlva tudott visszasorolni, épp a Hannover elé. 03:00 körül a brit rombolók támadások sorozatát indították több torpedójukkal a Hannovert megcélozva. Röviddel ezután a Pommernt legalább egy az Onsloughtról kilőtt torpedó találta el és a lőszerkamrájában robbanást idézve elő elpusztította a hajót teljes legénységével együtt. A Hannover a Pommern mögött haladt és élesen ki kellett térnie jobbra, hogy elkerülhesse testvérhajójának roncsát. Ezzel egy időben az Onsloughtról kilőtt harmadik torpedó nem sokkal a Hannover tatja mögött haladt el és irányváltoztatásra kényszerítette a hajót. Röviddel 04:00 után a Hannover és több másik hajó tengeralattjáróknak vélt célpontokra nyitott tüzet. Az egyik ilyen alkalommal a Hannover és a Hessen kis híján kárt okozott a Stettin és München könnyűcirkálókban, ami miatt Scheer a tüzelés beszüntetésére adott nekik parancsot. Röviddel 06:00 előtt a Hannover néhány másik hajó ismét vélt tengeralattjáró-észlelések miatt nyitott tüzet.
Az éjszakai harcok hevessége ellenére a Hochseeflotténak sikerült áttörnie a brit rombolók vonalain és 04:00-ra kiért a Horns Revhez a dán partoknál, hajói pedig pár óra múlva pedig már visszatértek Wilhelmshavenbe, ahol a Nassau- és Helgoland-osztály sértetlenül maradt egységei védelmi pozíciót vettek fel, míg a többi hajó, köztük a II. csatahajóraj behajózott a kikötőbe. A csata során a Hannover 8 darab 28 cm-es, 21 darab 17 cm-es és 44 darab 8,8 cm-es gránátot lőtt ki. A csatát sértetlenül vészelte át.
Későbbi bevetések
Betervezett karbantartások végett 1916. november 4-én dokkba állították, majd november 30-án a II. csatahajóraj többi egységével együtt kivonták a Hochseeflotte állományából és az Elba torkolatában őrjáratozási feladatokat láttak el. 1917 elején a Hannovert a Balti-tengeren célhajóként alkalmazták. Március 21-én több ágyúját eltávolították, majd őrhajóvá alakították át június 25. és szeptember 16. között. Ez idő alatt augusztus 15-én a II. csatahajórajt hivatalosan feloszlatták. Szeptember 27-én a Hannovert őrfeladatok ellátására a Balti-tengerre helyezték át, ahol a Lothringent váltotta e szerepkörben.

## A háború után
Az 1918. november 11-én létrejött fegyverszünet értelmében a német flotta legmodernebb egységeit Scapa Flow-ban kellett internálni, míg az otthon maradt részét le kellett fegyverezni. A fegyverszünet hatályba lépésének napján a Hannovert rövid időre Swinemündébe küldték, majd visszatért Kielbe november 14-15-én a Schlesiennel együtt. A Hannovert a fegyverszünet értelmében kivonták a szolgálatból egy hónappal később, december 17-én.
A versailles-i békediktátum megengedte Németországnak nyolc elavult csatahajó (sorhajó) szolgálatban tartását. Ezek között szerepelt a Hannover és két testvérhajója, a Schleswig-Holstein és a Schlesien, valamint az öt Braunschweig-osztályú egység.
E nyolc egység közül a Hannovert állították elsőként ismét szolgálatba a Reichsmarinénál 1921 februárjában a balti-tengeri flotta zászlóshajójaként. Első honi kikötője Swinemünde lett, de 1922-ben visszakerült Kielhez. 1923-ban a német flotta új vezetési struktúrát kapott és a Braunschweig lett a flotta új zászlóshajója. 1925 októberében a Hannovert átvezényelték az Északi-tengerre, majd 1927 márciusában, mikor a Schlesien jelentős modernizálás után ismét szolgálatba lépett, átmenetileg kivonták a szolgálatból átalakítások végett. Olyan mértékben azonban nem korszerűsítették, mint testvérhajóit. Új árbocokkal, de még mindig három kéménnyel lépett ismét szolgálatba, helyettesítve az Elsasst 1930 februárja és 1931 szeptembere között.
A haditengerészet állományából 1936-ban törölték, miután célhajóvá való alakítását tervbe vették. Az átalakításra azonban nem került sor. Végül a hajót 1944 májusa és 1946 októbere között bontották le Bremerhavenben. Harangját a Bundeswehr Hadtörténeti Múzeumában őrzik Drezdában.

## A hajó parancsnokai
| 1907. október 1. – 1908. szeptember         | Hugo Kinderling sorhajókapitány                 |
| 1908. szeptember – 1909. október            | Friedrich Gädecke sorhajókapitány               |
| 1909 október – 1911. március 2.             | Arnold Marcks fregattkapitány / sorhajókapitány |
| 1911. március 4. – 1913. április 11.        | Hermann Alberts sorhajókapitány                 |
| 1913. április 12. – 1917. július            | Wilhelm Heine sorhajókapitány                   |
| 1917. július – 1917. szeptember             | Fritz Albrecht korvettkapitány (képviseletben)  |
| 1917. szeptember – 1917. november           | Karl Windmüller fregattkapitány                 |
| 1917. november – 1918. július               | Max Leonhardi fregattkapitány / sorhajókapitány |
| 1918. július                                | Carl Velten fregattkapitány                     |
| 1918. július – 1918. december               | Karl Windmüller fregattkapitány                 |
| 1921. február 10. – 1922. szeptember        | Edmund Schulz sorhajókapitány                   |
| 1922. szeptember – 1923. szeptember 30.     | Iwan Oldekop sorhajókapitány                    |
| 1923. október 1. – 1925. március 31.        | Albrecht von Freyberg sorhajókapitány           |
| 1925. április 1. – 1925. szeptember 23.     | Friedrich Brutzer sorhajókapitány               |
| 1925. szeptember 24. – 1927. március 1.     | Werner Tillessen sorhajókapitány                |
| 1930. február 25. – 1930. szeptember 29.    | Siegfried Maßmann sorhajókapitány               |
| 1930. szeptember 30. – 1931. szeptember 25. | Heinrich Gebhardt fregattkapitány               |

## Fordítás
- Ez a szócikk részben vagy egészben  a   SMS Hannover című angol Wikipédia-szócikk ezen változatának fordításán alapul.  Az eredeti cikk szerkesztőit annak laptörténete sorolja fel. Ez a jelzés csupán a megfogalmazás eredetét és a szerzői jogokat jelzi, nem szolgál a cikkben szereplő információk forrásmegjelöléseként.

### További olvasmány
- Dodson, Aidan (2014). „Last of the Line: The German Battleships of the Braunschweig and Deutschland Classes”. Warship 2014, London, 49–69. o, Kiadó: Conway Maritime Press.